# Boj

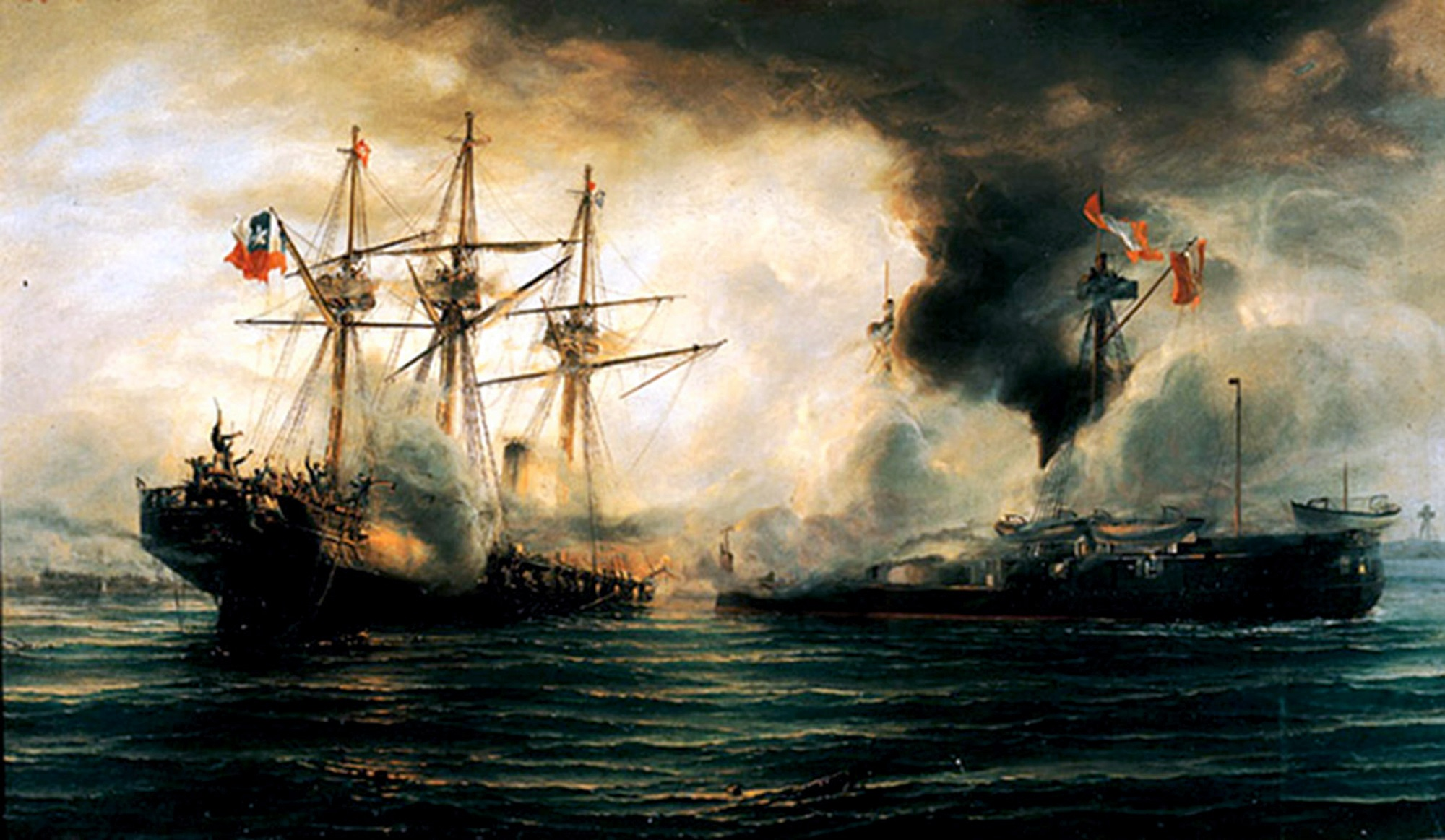
Malba lodi Esmeralda z Bitvy o Iquique

Boj je střet protivníků či bojovníků, při kterém se tyto osoby snaží podrobit nebo zničit svého nepřítele. Mnohdy se jedná o ozbrojený střet či bitvu mezi vojenskými jednotkami v době války. Může se jednat i o jiné použití zbraní nebo násilí, které podnítilo nějakou obrannou reakci. Taková násilná střetnutí se mohou udát např. mezi zločineckými gangy nebo jinými bojůvkami, i politicky motivovanými.
Pojem boj se používá také pro nenásilná střetnutí, při kterých jde o vítězství, převahu nebo vliv. Jedná se například o sportovní boje či zápasy nebo o boje ideové respektive ideologické a také o volební boj mezi politickými stranami či organizacemi v zastupitelské demokracii.